# Penta-di-Casinca
Penta-di-Casinca település Franciaországban, Haute-Corse megyében. Lakosainak száma 3523 fő (2022. január 1.). Penta-di-Casinca Castellare-di-Casinca, Porri, Pruno, Silvareccio, Sorbo-Ocagnano és Taglio-Isolaccio községekkel határos.

## Népesség
A település népességének változása:
| Lakosok száma | 683  | 1348 | 1917 | 2761 | 3320 | 3415 | 3396 | 3370 | 3366 | 3523 |
|               | 1968 | 1982 | 1990 | 2006 | 2013 | 2015 | 2017 | 2019 | 2020 | 2022 |